# Luré
Luré är en kommun i departementet Loire i regionen Auvergne-Rhône-Alpes i centrala Frankrike. Kommunen ligger i kantonen Saint-Germain-Laval som tillhör arrondissementet Roanne. År 2022 hade Luré 137 invånare.

## Befolkningsutveckling
Antalet invånare i kommunen Luré
| Referens: INSEE |